# Список внебрачных детей русских императоров

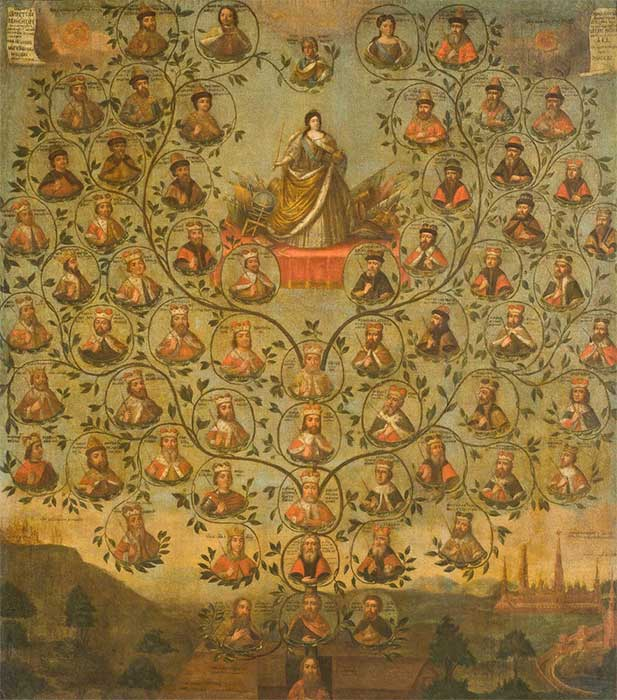
Родословное древо Романовых, начало XVIII века

Список внебрачных детей российских императоров включает как признанных бастардов российских правителей, так и детей, приписывавшихся им слухами, причём большинство имён относится к последней категории. У многих российских императоров, согласно сохранившейся информации, внебрачных детей не было. Все даты указаны по григорианскому календарю.

## Императоры

### Пётр I
Формально, большинство детей, рождённых ему Екатериной I до их свадьбы — незаконнорождённые, которые позже были привенчаны. Несмотря на слухи о наличии у Петра обширного внебрачного потомства от других женщин, официально признанных бастардов в литературе не фигурирует.

Незаконнорождённое потомство Петра по многочисленности равняется потомству Людовика XIV, хотя, быть может, предание и преувеличивает немного. Например, незаконность происхождения сыновей г-жи Строгановой, не говоря о других, ничем исторически не удостоверена. (…) У Евдокии Ржевской родилось от царя четыре дочери и три сына; по крайней мере, его называли отцом этих детей. Но, принимая во внимание чересчур легкомысленный нрав Евдокии, отцовские права Петра были более чем сомнительны.
— Казимир Валишевский Петр Великий
К числу известных любовниц Петра помимо Авдотьи Чернышёвой (урождённой Ржевской) (матери Захара, Петра и Ивана Чернышёвых) и Марьи Строгановой (урождённой Новосильцевой) относятся также Анна Монс (в связи с царём более 10 лет, ни одной беременности), Мария Гамильтон (два аборта, младенца утопила, отцовство детей неизвестно), Яганна и Устинья Петровы, Мария Кантемир (была беременна от Петра, неудачные роды, сын скончался), Елизавета Сенявская, Мария Румянцева (урождённая Матвеева) (мать полководца Петра Румянцева-Задунайского, по легенде, сына Петра).
С XVIII века существует легенда, что его сын — Михаил Ломоносов.

### Анна Иоанновна
- Бирон, Карл Эрнст — младший сын Бирона и его жены, по слухам, на самом деле был его ребёнком от Анны Иоанновны, доказательств чему, впрочем, нет. Фактом является только то, что Анна испытывала большую привязанность к этому ребёнку. Когда Анна Иоанновна отправилась в январе 1730 года из Митавы в Москву, она взяла Карла Эрнста с собой, хотя сам Бирон с семейством остался в Курляндии[2]. Анна была настолько привязана к ребёнку, что он до возраста десяти лет постоянно спал в кроватке, которую ставили ему в опочивальне императрицы[3].

### Елизавета Петровна
После смерти Елизаветы Петровны, официально не имевшей детей, появилось немало самозванцев, именовавших себя её детьми от брака с Разумовским. В их числе наиболее известной фигурой стала так называемая княжна Тараканова, возможно, имевшая реального прототипа. Согласно различным источникам, у Елизаветы Петровны было двое детей — старший сын (от Разумовского) и младшая дочь (от графа Шувалова). Согласно четырём иностранным источникам конца XVIII — начала XIX века, детей было двое либо трое, младшая — дочь Елизавета.

### Екатерина II
Материнство Екатерины бесспорно только относительно трёх детей. Родственные связи с ней оставшихся детей недоказуемы. Её единственный законный ребёнок, великий князь Павел, был результатом её третьей беременности, первые две закончились выкидышами (декабрь 1752 и май 1753).
| Имя                               | Портрет | Годы жизни                      | Отец                                    | Примечание |
| --------------------------------- | ------- | ------------------------------- | --------------------------------------- | --- |
| Павел I                           |         | 1 октября 1754 — 24 марта 1801  | Пётр III или Сергей Салтыков            | Вопрос этого отцовства остаётся одной из главных загадок дома Романовых, хотя внешность и характер Павла, а также Y-гаплотип прямых потомков Николая I, подтверждают скорее его законность. Есть мемуарная запись о том, как Александр III, узнав об отцовстве Салтыкова от Победоносцева, перекрестился: «Слава Богу, мы русские!». А услышав от историков опровержение, снова перекрестился: «Слава Богу, мы законные!». Следует отметить, что обнаруженный у всех протестированных прямых потомков Николая I по трём линиям типичный для Германии гаплотип типичной для Западной Европы гаплогруппы R1b1b2 крайне вряд ли мог быть у Салтыкова — то ли русского, то ли прусса по прямой линии. |
| Анна Петровна (дочь Екатерины II) |         | 20 декабря 1757 — 19 марта 1759 | Станислав Понятовский (вероятней всего) | Официально признанная великая княжна. Прожила всего два года. |
| Бобринский, Алексей Григорьевич   |         | 22 апреля 1762 — 2 июля 1813    | Григорий Орлов                          | Немедленно по рождении был отдан Екатериной её гардеробмейстеру Шкурину, в семействе которого он и воспитывался до 1774 года. После восшествия на престол был признан матерью и осыпан подарками. |
| Тёмкина, Елизавета Григорьевна    |         | 13 июля 1775 — 25 мая 1854      | Григорий Потёмкин                       | Младенец был отдан на воспитание родственникам Потёмкина. Хотя версия относительно материнства Екатерины считается общепринятой, существуют и сомнения относительно неё — например, в этом сомневается современный биограф Потёмкина Монтефьоре, указывая, что нет никаких свидетельств того, что Потёмкин заботился о ней, как обычно заботился о своих родственниках, а также указывая на то, что Тёмкину никогда не афишировали при дворе, в отличие от Бобринского, которого совершенно не скрывали. Также стоит отметить большой временной промежуток между рождением Бобринского и Тёмкиной и опасно зрелый к этому времени возраст Екатерины II.                                           |

| Имя                                                 | Портрет | Годы жизни | Отец | Примечание |
| --------------------------------------------------- | ------- | ---------- | --- | --- |
| Браницкая, Александра Васильевна                    |         | 1754—1838  | Василий Андреевич Энгельгардт; мать — Елена Александровна, урождённая Потёмкина (сестра светлейшего князя). Если поверить в легенду — дочь Петра III или Салтыкова. | Существовал слух относительно Александры Браницкой, племянницы и любовницы Потёмкина, которую Екатерина очень баловала, о том, что Александра была на самом деле её дочерью. Он связан с персоной великого князя Павла: Александра родилась в том же 1754 году, что и великий князь, и по преданию, Екатерина родила не мальчика, а девочку, которую подменили сыном служанки-калмычки. Мальчик-калмык стал Павлом, а дочь императрицы будто бы отдали Энгельгардтам.                            |
| Наталия Александровна Алексеева, графиня Буксгевден |         | 1758—1808  | Григорий Орлов (?). Если дочь императрицы, то рождена в период Понятовского                                                                                         | Воспитанница и «племянница» Орлова. По указанию Гельбига — внебрачная дочь Орлова, по сообщению Хмырова — его дочь от Екатерины. Выдана замуж за его адъютанта прибалтийского немца Фридриха Вильгельма фон Буксгевдена. По документам архива Смольного института, является старшей дочерью полковника Александра Ивановича Алексеева (ум. в 1776 г.), женатого на Агафье Васильевне Пущиной. Лопатин в комментариях к переписке Екатерины и Потёмкина называет материнство Екатерины возможным. |
| Елизавета Александровна Алексеева                   |         | 1760—1844  | Григорий Орлов (?) | Воспитанница Орлова. Жена драматурга Фридриха Максимилиана Клингера. Выдавалась за дочь Екатерины сплетней. Впрочем, одну из девиц Алексеевых воспитывала фрейлина императрицы Анна Протасова, что подкрепляло подобные слухи. |

### Павел I
| Имя                           | Портрет | Годы жизни                         | Мать                            | Примечание |
| ----------------------------- | ------- | ---------------------------------- | ------------------------------- | --- |
| Великий, Семён Афанасьевич    |         | 1772 — 24 августа 1794             | Разумовская, Софья Степановна   | |
| Мусина-Юрьева, Марфа Павловна |         | май — июнь 1801 — 29 сентября 1803 | Мавра Исидоровна Юрьева (Вакар) | Умерла в детском возрасте. Скорее всего, незадолго до неё родилась ещё одна дочь Павла, Евдокия Мусина-Юрьева, умершая во младенчестве. |

| Имя                           | Портрет | Годы жизни                    | Мать                          | Примечание                                                         |
| ----------------------------- | ------- | ----------------------------- | ----------------------------- | ------------------------------------------------------------------ |
| Инзов, Иван Никитич           |         | 1768 — 27 мая 1845            | ?                             | Отцовство Павла сомнительно.                                       |
| Соломирский, Павел Дмитриевич |         | 6 октября 1798 — 2 марта 1870 | Наталья Алексеевна Колтовская | Отцовство Павла сомнительно; слух был основан на внешнем сходстве. |

### Александр I
Несмотря на то, что Александру приписывается множество внебрачных детей, тот факт, что его законная жена Елизавета Алексеевна родила только двух девочек, причём обеих, как считается, от своих любовников (Адама Чарторыйского и Алексея Охотникова), заставляет некоторых исследователей вообще поставить под сомнение способность царя к произведению потомства, по причине того, что император, обладая высоким чувством долга перед государством, тем не менее, жил с супругой раздельно и не делал попыток зачать наследника. Вся информация в разделе основана на слухах.
| Имя                                       | Портрет | Годы жизни                       | Мать                                        | Примечание |
| ----------------------------------------- | ------- | -------------------------------- | ------------------------------------------- | --- |
| Лукаш, Николай Евгеньевич (Александрович) |         | 11 декабря 1796 — 20 января 1868 | Мещерская, София Сергеевна                  | Жена — княжна Александра Лукинична Гедианова (1804—1834); затем княжна Александра Шаховская (1805—1863). Внучка за графом П. А. Шуваловым. |
| Нарышкина, Елизавета Дмитриевна           |         | 5 мая 1802 — 28 декабря 1803     | Нарышкина, Мария Антоновна                  | Умерла во младенчестве. Официально считалась ребёнком мужа фаворитки — Дмитрия Львовича Нарышкина. Император считал детей Нарышкиной (своей «второй семьи») своими, но любопытно, что Нарышкина также не отличалась верностью императору и отцовство её детей вообще спорно.                |
| Нарышкина, Елена Дмитриевна               |         | 1 ноября 1803 — 29 августа 1804  | Нарышкина, Мария Антоновна                  | Умерла во младенчестве. Официально считалась ребёнком мужа фаворитки — Дмитрия Львовича Нарышкина. |
| Нарышкина, Аглаида Дмитриевна             |         | 19 декабря 1807 — 18 июня 1810   | Нарышкина, Мария Антоновна                  | Вероятно, умерла во младенчестве. Официально считалась ребёнком мужа фаворитки — Дмитрия Львовича Нарышкина. |
| Нарышкина, Софья Дмитриевна               |         | 1 октября 1805 — 18 июня 1824    | Нарышкина, Мария Антоновна                  | Официально считалась ребёнком мужа фаворитки — Дмитрия Львовича Нарышкина. Умерла незадолго до своей свадьбы. |
| Нарышкин, Эммануил Дмитриевич             |         | 11 августа 1813 — 13 января 1902 | Нарышкина, Мария Антоновна                  | Официально считался ребёнком мужа фаворитки — Дмитрия Львовича Нарышкина, возможно, сын её любовника Григория Гагарина. Жена — (1838) Екатерина Новосильцева (1817—1869); затем (1871) Александра Чичерина (1839—1919). Единственный сын Нарышкиной (если не считать А. Маквица, см. ниже). |
| Мария                                     |         | 20 марта 1819 — 19 декабря 1843  | Туркестанова, Варвара Ильинична (1775—1819) | Отцом её называли также В. С. Голицына. Вышла замуж за Ивана Нелидова. |

| Имя                                             | Портрет | Годы жизни                         | Мать | Примечание |
| ----------------------------------------------- | ------- | ---------------------------------- | --- | --- |
| Александр Маквиц                                |         | 1803 или 1804                      | Нарышкина, Мария Антоновна | Французско-американский глухой педагог, один из пионеров сурдопедагогики Лоран Клер упоминал в своих автобиографических записках, что среди его учеников в Парижском национальном институте для глухих детей был польский граф Александр Маквиц (Machwitz), побочный сын императора Александра. По заключению Николаса Морриса из Бостонского университета, опубликованному в книге Харлана Лейна «When the Mind Hears: History of the Deaf», если этот внебрачный сын императора действительно существовал, то вероятнее всего его матерью была Нарышкина, а родился он в 1803 или 1804 году, однако дошедшей до нас информации недостаточно, чтобы подтвердить или опровергнуть заявление Клера. При этом Моррис не упоминает об имеющихся сведениях, что и в 1803, и в 1804 году Нарышкина рожала дочерей, вскоре умерших. |
| Парижская, Мария Александровна                  |         | 18 марта 1814 — 1874               | Маргарита Жозефина Веймер («мадмуазель Жорж») | Вышла замуж за Василия Жукова (1795—1882). Отцовство императора и место рождения достаточно спорно, так как мадмуазель уехала из России в январе 1813. |
| Александрова, Вильгельмина Александрина Паулина |         | 1816 — 4 июня 1863                 | ? | Вышла замуж за Айвана фре Гогендаса. |
| Эренберг, Густав                                |         | 14 февраля 1818 — 28 сентября 1895 | Вероника Елена Раутенштраух (Rautenstrauch), урожд. Дзержановская (пол. Weronika Helena Dzierżanowska) (ок. 1790—1842), жена русского генерала Иосифа Генриха Раутенштрауха; 1773—1842) | Женат: с 1859 на Фелиции Панчеровой (1832—1860); с 1860 на Эмилии Панчеровой (1827—1885). Сын — Казимир (1870—1932). |
| Исаков, Николай Васильевич                      |         | 10 февраля 1821 — 25 февраля 1891  | Карачарова, Мария Ивановна (1796—1824) | Жена — (1851) Анна Петровна Лопухина (†1910). |

### Николай I
| Имя                              | Портрет | Годы жизни                       | Мать                                                                               | Примечание |
| -------------------------------- | ------- | -------------------------------- | ---------------------------------------------------------------------------------- | --- |
| Пасхин, Алексей Андреевич        |         | 17 апреля 1831 — 20 июня 1863    | Нелидова, Варвара Аркадьевна                                                       | «Пасхальный барон Пасхин» В. Пикуля. В 1855 году Добролюбов составил рукописный журнал «Слухи», где писал, что причиной расположения Николая I к П. А. Клейнмихелю (родственнику Нелидовой) была услужливая готовность последнего усыновлять внебрачных детей императора и Нелидовой, и что детей этих было бы правильнее называть не «кляйн-Михелями» (маленькими Михелями), а «кляйн-Николаусами» (маленькими Николаусами). Информация об усыновлении и трёх детях подтверждения не имеет. |
| Трубецкая, Софья Сергеевна       |         | 25 марта 1838 —27 июля 1896      | Мусина-Пушкина, Екатерина Петровна (1816—1897), муж — Трубецкой, Сергей Васильевич | Муж — герцог де Морни, Шарль Август Луи. |
| Клейнмихель, Константин Петрович |         | 17 сентября 1840 — 8 ноября 1912 | Варвара Нелидова                                                                   | Официально: сын П. А. Клейнмихеля и его жены Клеопатры Петровны (урожд. Ильинской). Жена — Екатерина Николаевна Богданова. |

| Имя                                      | Портрет | Годы жизни                     | Мать | Примечание |
| ---------------------------------------- | ------- | ------------------------------ | --- | --- |
| Трепов, Фёдор Фёдорович (старший)        |         | 1809 или 1812 — 5 декабря 1889 | | Сын императора, согласно редкой легенде. |
| Вадимова, Наталья                        |         | 1819—1876                      | | Вышла замуж за Карла Баггенхуфвудта. |
| Кобервейн, Юзия (Жозефина)               |         | 12 мая 1825 — 23 февраля 1893  | Анна Мария Шарлотта де Рутенскьельд (1791—1856; fr:Marianne Koberwein, швед. Marianne de Rutenskiöld, Anna-Maria (Marianne) Charlotta (Charlotte) Rutenskiöld) | Официально: дочь Иосифа Васильевича (Осипа Венцеславовича) Кобервейна, тайного агента полиции. 3 января 1849 в Марселе вышла замуж за художника Жозефа Фрисеро (1807—1870).                                          |
| Ушаков, Сергей Петрович                  |         | 20 января 1828 — 19 марта 1894 | Мария Антоновна Тарбеева (1802—1870), известная московская красавица, жена генерала Петра Сергеевича Ушакова                                                   | Выпускник Пажеского корпуса, действительный статский советник, уфимский и тульский губернатор. Имел удивительное внешнее сходство с императором Александром II, из-за чего современники считали его сыном Николая I. |
| Альбрехт, Ольга Карловна                 |         | 10 июля 1828 — 20 января 1898  | Яковлева, Варвара Сергеевна (1803—1831), замужем за Карлом Альбрехтом                                                                                          | 12 апреля 1847 вышла замуж за Максима фон Реутерна (1801—1863). После смерти мужа была начальницей Николаевского сиротского института в Москве.                                                                      |
| д'Андрини, Екатерина Дмитриевна, графиня |         | 1849—1937                      | ? | Вышла замуж за графа Павла Голенищева-Кутузова-Толстого. |

### Александр II
| Имя                                | Портрет | Годы жизни                        | Мать                              | Примечание         |
| ---------------------------------- | ------- | --------------------------------- | --------------------------------- | ------------------ |
| Юрьевский, Георгий Александрович   |         | 12 мая 1872 — 13 сентября 1913    | Долгорукова, Екатерина Михайловна |                    |
| Юрьевский, Борис Александрович     |         | 23 февраля — 11 апреля 1876       | Долгорукова, Екатерина Михайловна | Узаконен посмертно |
| Юрьевская, Ольга Александровна     |         | 7 ноября 1873 — 10 августа 1925   | Долгорукова, Екатерина Михайловна |                    |
| Юрьевская, Екатерина Александровна |         | 9 сентября 1878 — 22 декабря 1959 | Долгорукова, Екатерина Михайловна |                    |

| Имя                                                             | Портрет | Годы жизни                               | Мать                                                              | Примечание |
| --------------------------------------------------------------- | ------- | ---------------------------------------- | ----------------------------------------------------------------- | --- |
| Дембовецкий, Александр Станиславович                            |         | 13 марта 1840 — октябрь 1914 или до 1917 |                                                                   | Могилёвский губернатор c 1872. Согласно легенде, сын Александра II.                                                                                |
| Алексеев, Евгений Иванович                                      |         | 23 мая 1843 — 9 июня 1917                |                                                                   | По некоторым указаниям, внебрачный сын Александра II.                                                                                              |
| Огинский, Михаил-Богдан (Богдан-Михаил-Франц, Богдан Иринеевич) |         | 10 октября 1848 — 25 марта 1909          | графиня Ольга Калиновская (1818—1854)                             | Официально его отец — Клеофас-Ириней Огинский Женат на графине Габриелле Марии Потулицкой (род. 1855).                                             |
| Байер, Антуанетта                                               |         | 20 июня 1856 — 24 января 1948            | Вильгельмина Байер                                                | Замужем: с 1878 за Федерико Столте; потом за Джулио Эдуардо Джагер (1827—1882); с 1 октября 1881 за Ричардом Флемингом де Сен-Легером (1858—1922). |
| Тенишева, Мария Клавдиевна                                      |         | 1 июня 1858 —14 апреля 1928              |                                                                   | Согласно легенде, дочь Александра II. |
| Александрина Армфельт                                           |         |                                          | Александрина Бильдерлинг, фрейлина, впоследствии графиня Армфельт | Согласно семейной легенде, дочь царя. Официально её отцом считается граф Армфельт.                                                                 |
| Рабович (Рабвич, Равич), Иосиф                                  |         | род. 1867                                | княжна Любомирская                                                | |
| Боровская, Эмилия Ивановна                                      |         |                                          |                                                                   | В браке Веневитинова. |

### Александр III
- Существует связанная с «прощением Сталина» история о том, что профессор Сергей Александрович Миротворцев, лауреат Сталинской премии, по некоторым указаниям, был сыном Александра III[23]. Возможно, это легенда, относящаяся к профессору-хирургу Сергею Романовичу Миротворцеву, который родился 16 мая 1878 г. в станице Усть-Медведицкой Области Войска Донского в семье учителя гимназии.

### Николай II
- Упоминается семейная легенда потомков Константина Победоносцева, что его младшая приёмная дочь Марфа была на самом деле внебрачным ребёнком императора, отданным ему на воспитание[24].
- Существует конспирологическая версия, что Анна Ахматова родила Льва Гумилёва не от мужа, а от Николая II[25]